# 新伯尔尼 (北卡罗来纳州)
位於美國北卡羅萊納州，是克雷文縣的縣治，根据美國2000年人口普查，人口為31,291人。新伯恩於1710年由瑞士移民克里斯多夫·馮·格拉芬里德建立，並以他的故鄉命名。